# Soudage à l'arc à l'électrode enrobée
 (février 2024).
Si vous disposez d'ouvrages ou d'articles de référence ou si vous connaissez des sites web de qualité traitant du thème abordé ici, merci de compléter l'article en donnant les références utiles à sa vérifiabilité et en les liant à la section « Notes et références ».
Pour les articles homonymes, voir MMA.

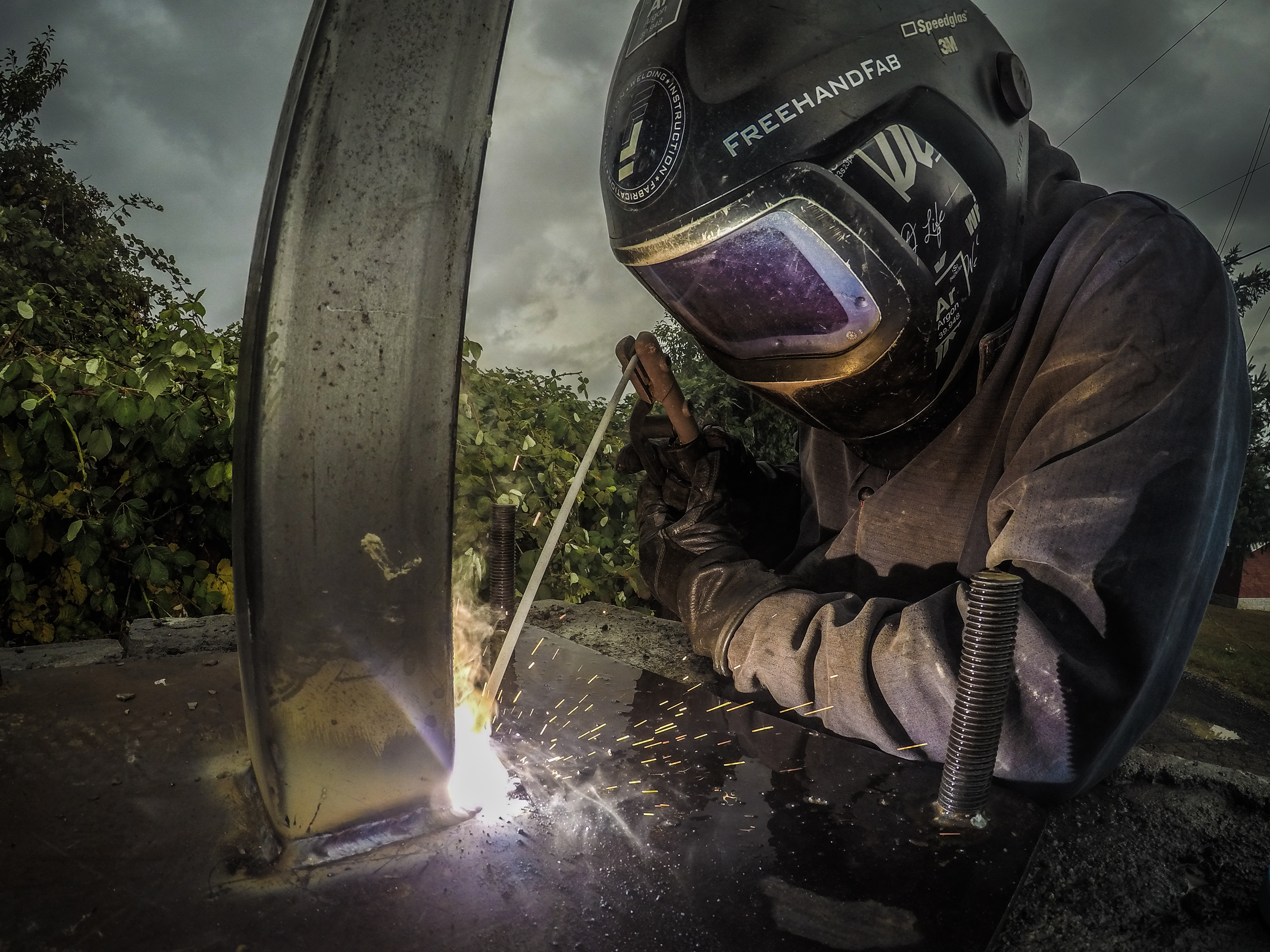
Soudage à l'arc à l'électrode enrobée.

Schéma de fonctionnement :
1) Enrobage
2) Électrode
3) Gaz protecteur
4) Bain de fusion
5) Métal de base
6) Cordon de soudure
7) Laitier

Le soudage à l'arc à l'électrode enrobée (SAEE), ou MMA (en anglais : Manual Metal Arc), ou SMAW (en anglais : Shielded Metal Arc Welding), soudage manuel ou soudage à la baguette, est l'un des procédés de soudage les plus utilisés. Son numéro ISO est 111, d'après la norme ISO 4063:2023.  
Lorsque l'on approche l'électrode enrobée des pièces à assembler, il se crée un arc électrique qui dégage un fort effet calorifique provoquant la fusion de l'électrode.
Par abus de langage ou esprit de concision, souvent les soudeurs eux-mêmes parlent de soudage à l'arc. Mais techniquement et dans les normes, cette appellation relève plus de la catégorie du soudage à l'arc, englobant tous les procédés utilisant un arc électrique (ex. : TIG, MIG-MAG, MMA, etc.).

## Électrode
L'électrode enrobée, ou baguette de soudage, est constituée d'une âme métallique et d'un enrobage. 

### Électrodes spéciales
- Carbures de tungstène, de chrome, de manganèse, de molybdène, de bore : dépose une couche de carbure pour améliorer la résistance à l'abrasion (électrode au + ou AC 45 V).
- Carbures de niobium : résistance aux chocs et à l'abrasion (électrode au + ou AC 45 V).
- Chanfreinage et gougeage (électrode au + ou AC 45-55 V).
- Chauffage (électrode au - ou AC 60 V).
- Perçage et découpage (électrode au - ou AC 45 V).
- Rechargement.

### Âme métallique
L'âme est la partie métallique de l’électrode, le métal d'apport déposé pour assembler les pièces. Son rôle est triple : conduire le courant, déposer le métal et créer l’arc électrique. Elle compose le centre de l'électrode.
- Diamètres : 1,25 ; 1,6 ; 2 ; 2,5 ; 3,2 ; 4 ; 5 ; 6,3 ; 7 et 8 mm.
- Composition : aciers, alliages d’aluminium ou de cuivre, nickel, chrome.

### Enrobage

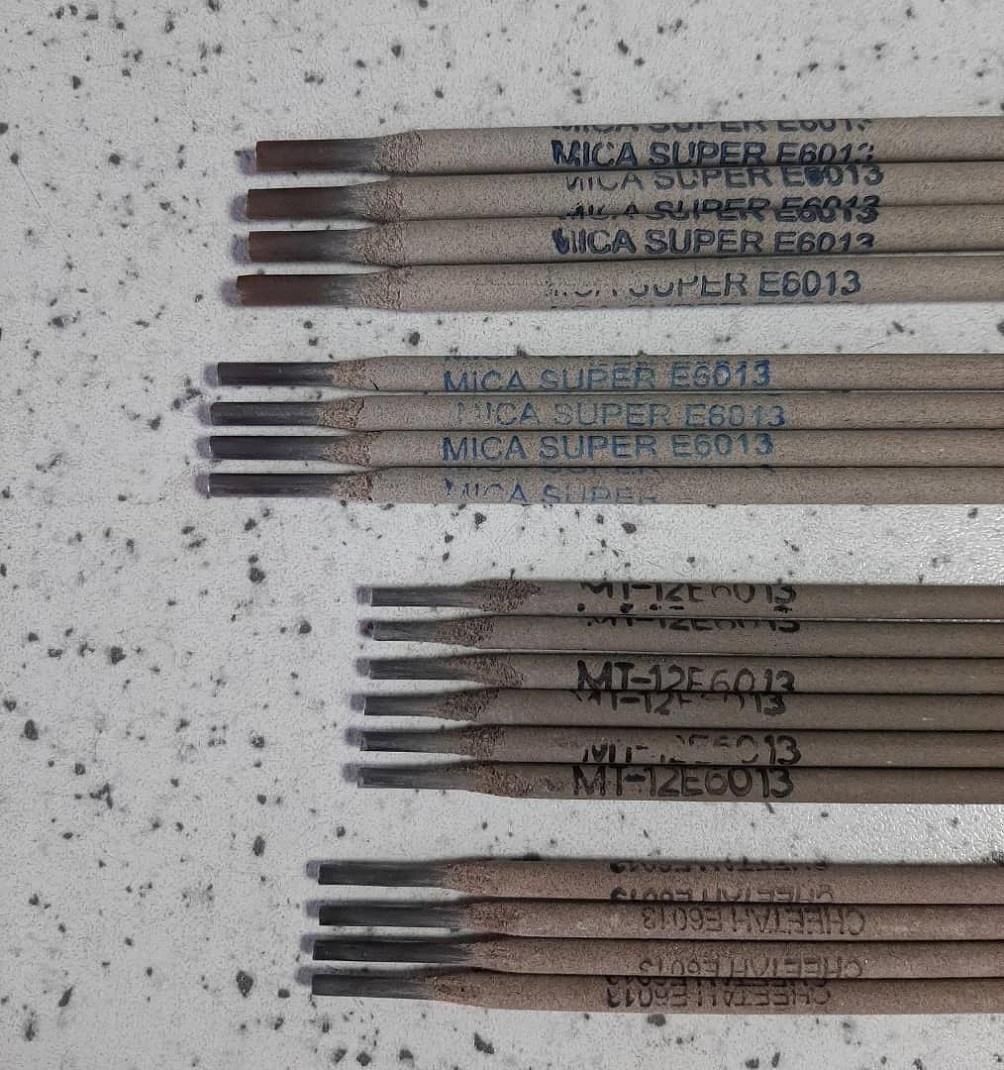
Exemple de différents types d'électrodes enrobées.

C’est un mélange complexe dont les composants sont choisis en fonction du métal à souder. Il forme le laitier qui remonte à la surface. Sa viscosité permet de varier les positions. 
Pour éviter l'absorption d'humidité, on peut chauffer les électrodes au four (étuvage) avant de les utiliser. Certains enrobages sont résistants à l'absorption d'humidité mais leur efficacité ne dure que quelques heures.
|   | type d’enrobage | Code(s)                | contenu de l'enrobage                                  | polarité de la torche    | caractéristique du cordon                                                                                                  | caractéristique du laitier                                                                   | positions                      | limite d'usage                                   |
| - | --------------- | ---------------------- | ------------------------------------------------------ | ------------------------ | --- | -------------------------------------------------------------------------------------------- | ------------------------------ | ------------------------------------------------ |
| 1 | Cellulosique    | C ou RC                | beaucoup de matière organique, souvent de la cellulose | DC+ (si U0>60Volt)       | forte pénétration (présence de CO2)                                                                                        | peu abondant                                                                                 | soudure descendante possible   |                                                  |
| 2 | Oxydant         | O                      | ferro-manganèse : oxyde de fer, oxyde de manganèse     |                          | bel aspect, faible pénétration                                                                                             |                                                                                              | arc stable                     | beaucoup de fumée                                |
| 3 | Basique         | B ou RB                | beaucoup de spath-fluor et de carbonate de calcium     | DC+ (ou AC si U0>60Volt) | diminue les risques de fissuration à chaud                                                                                 | calcaire: effet désulfurant (favorable au soudage des aciers ferritiques), facile à éliminer |                                | étuvage souvent nécessaire (2h à 350 °C)         |
| 4 | Rutile          | R RA RB RC RR(épaisse) | beaucoup d'oxyde de titane                             | DC+, DC-, AC             | beaucoup de versions existent qui allient les qualité et défaut des autres types d'enrobage (acide, basique, cellulosique) | facile à éliminer                                                                            | toutes positions               | métal avec un fort taux de carbone ou de souffre |
| 5 | Acide           | A ou RA                | ferro-manganèse : oxyde de fer, oxyde de manganèse     |                          | | abondant, fluide                                                                             | soudage à plat et en gouttière | soudage en position                              |
|   | Spécial         |                        |                                                        |                          | |                                                                                              |                                |                                                  |

Les électrodes ont des longueurs variées, 225 mm, 250 mm, 300 mm, 350 mm, 450 mm, 600 mm, ou 700 mm.

#### Composition
- Le potassium et le sodium, aux potentiels d'ionisation bas, maintiennent l'arc en place.
- La cellulose, les matières organiques et les carbonates dégagent du CO2.
- Les métaux en poudre : chrome, manganèse, nickel, silicium, titane et le graphite migrent dans le métal pour lui conférer leurs propriétés.
- L'hydrogène diffusible accélère la fonte de l'âme, et diminue les coûts de main-d'œuvre.

#### Rôles
- Électrique : meilleure ionisation qui améliore la stabilité de l’arc.
- Métallurgique : atmosphère gazeuse, le cratère protège le bain de fusion ; le laitier protège de l'oxydation, de l'effet de trempe, évacue les gaz prisonniers, sert d'isolant thermique. Il doit être nettoyé du cordon ; l'enrobage peut apporter des éléments d'addition modifiant les propriétés mécaniques (chrome, nickel, manganèse, etc.). Il ajoute le métal ; il sert de point d'appui pour les positions de soudure (position montante, verticale, etc.).
- Mécanique : le cratère évite le collage ; le laitier maintient le métal en fusion ; guide l’arc électrique.

### Normes
Différentes normes permettent d'identifier les électrodes. Les plus courantes sont la norme européenne (EN) et la norme américaine (AWS).

#### Norme européenne
- NF EN 499 : électrodes enrobées pour aciers non alliés et aciers à grain fin.

Exemple : E 35 5 (2Ni) R 4 2 H5
- E : électrode enrobée
- 35 : limite d'élasticité, résistance mécanique et allongement

| Code | Limite élastique (N/mm2) | Résistance (N/mm2) | Allongement (%) |
| ---- | ------------------------ | ------------------ | --------------- |
| 35   | 355                      | 440 à 570          | 22              |
| 38   | 380                      | 470 à 600          | 20              |
| 42   | 420                      | 500 à 640          | 20              |
| 46   | 460                      | 530 à 650          | 20              |
| 50   | 500                      | 560 à 720          | 18              |
- 5 : température d'énergie moyenne de rupture à 47 J

| Code | Température     |
| ---- | --------------- |
| 6    | −60 °C          |
| 5    | −50 °C          |
| 4    | −40 °C          |
| 3    | −30 °C          |
| 2    | −20 °C          |
| 0    | 0 °C            |
| A    | 20 °C           |
| Z    | Aucune exigence |
- 2Ni : composition chimique

| Code       | Mn          | Mo        | Ni         |
| ---------- | ----------- | --------- | ---------- |
| Champ vide | 2,0         |           |            |
| Mo         | 1,4         |           |            |
| Mn Mo      | > 1,4 - 2,0 | 0,3 – 0,6 |            |
| 1Ni        | 1.4         |           | 0,6 – 1,2  |
| 2Ni        | 1.4         |           | 1,8 – 2,6  |
| 3Ni        | 1.4         |           | >2,6 – 3,8 |
| Mn1Ni      | >1,4 – 2,0  |           | 0,6 – 1,2  |
| 1NiMo      | 1,4         | 0,3 – 0,6 | 0,6 – 1,2  |
| Z          | autre       |           |            |
- R : type d'enrobage

| Code | Enrobage            |
| ---- | ------------------- |
| A    | acide               |
| B    | basique             |
| C    | cellulosique        |
| O    | oxydant             |
| R    | rutile (TiO2)       |
| RA   | rutile acide        |
| RB   | rutile basique      |
| RC   | rutile et cellulose |
| RR   | rutile épaisse      |
| S    | spécial             |
- 4 : rendement (quantité de métal déposée, les 100 % proviennent de l'âme, le reste de l'enrobage). Et type de courant.

| Code | Rendement     | Courant             |
| ---- | ------------- | ------------------- |
| 1    | ≤105 %        | alternatif, continu |
| 2    | ≤100 %        | continu             |
| 3    | >105 ; ≤125 % | alternatif, continu |
| 4    | >105 ; ≤125 % | continu             |
| 5    | >125 ; ≤160 % | alternatif, continu |
| 6    | >125 ; ≤180 % | continu             |
| 7    | >160 %        | alternatif, continu |
| 8    | >160 %        | continu             |
- 2 : position de soudage

| Code | Position                                          |
| ---- | ------------------------------------------------- |
| 1    | Toutes positions                                  |
| 2    | Toutes positions, sauf verticale descendante      |
| 3    | Bout à bout à plat, en gouttière, en angle à plat |
| 4    | Bout à bout à plat, en gouttière                  |
| 5    | Verticale descendante, cf. code 3                 |
- H5 : hydrogène diffusible

| Code | ml/100 g max |
| ---- | ------------ |
| H5   | 5            |
| H10  | 10           |
| H15  | 15           |
- NF EN 757 : pour aciers à haute résistance
- NF EN 1600 : pour aciers inoxydables et résistant aux températures élevées

#### Norme américaine
AWS signifie (en) American Welding Society. 
- AWS A5.1 : électrodes enrobées pour aciers (norme américaine)

Exemple : E 60 1 0
- E : la lettre (E) indique que c’est une électrode
- 60 : résistance à la traction x 1 000 PSI

| Code | position | Résistance à la traction                                     |
| ---- | -------- | ------------------------------------------------------------ |
| 60   | E60--    | 60 x 1 000 PSI = 60 000 psi = 4 218,4 kg/cm2 = 4,2 Tonne/cm2 |

- 1 : position

| Code | position | Position                                             |
| ---- | -------- | ---------------------------------------------------- |
| 1    | E-1-     | Toutes positions                                     |
| 2    | E-2-     | Horizontal et à plat seulement                       |
| 3    | E-3-     | À plat seulement                                     |
| 4    | E-4-     | À plat, par-dessous, horizontal, vertical descendant |
- 0 :
  - type de courant (AC : alternatif. DCEP : continu électrode au plus. DCEN : continu électrode au moins) ;
  - quantité de poudre de fer par rapport au poids de l'enrobage ;
  - dans certains cas, les deux derniers chiffres sont à prendre en compte.

| Code | position | Courant        | Arc       | Pénétration | Enrobage                       | Poudre de fer |
| ---- | -------- | -------------- | --------- | ----------- | ------------------------------ | ------------- |
| 10   | E--10    | DCEP           | Pénétrant | Profonde    | Cellulose, sodium              | 0 à 10 %      |
| 1    | E---1    | AC, DCEP       | Pénétrant | Profonde    | Cellulose, potassium           | 0             |
| 2    | E---2    | AC, DCEN       | Moyen     | Moyenne     | Rutile, sodium                 | 0 à 10 %      |
| 3    | E---3    | AC, DCEN, DCEP | Faible    | Faible      | Rutile, potassium              | 0 à 10 %      |
| 4    | E---4    | AC, DCEN, DCEP | Faible    | Faible      | Rutile, poudre de fer          | 25 à 40 %     |
| 5    | E---5    | DCEP           | Moyen     | Moyenne     | Peu d'hydrogène, sodium        | 0             |
| 6    | E---6    | AC, DCEP       | Moyen     | Moyenne     | Peu d'hydrogène, potassium     | 0             |
| 8    | E---8    | AC, DCEP       | Moyen     | Moyenne     | Peu d'hydrogène, poudre de fer | 25 à 40 %     |
| 20   | E--20    | AC, DCEN       | Moyen     | Moyenne     | Oxyde de fer, sodium           | 0             |
| 22   | E--22    | AC, DCEN, DCEP | Moyen     | Moyenne     | Oxyde de fer, sodium           | 0             |
| 24   | E--24    | AC, DCEN, DCEP | Faible    | Faible      | Rutile, poudre de fer          | 50 %          |
| 27   | E--27    | AC, DCEN, DCEP | Moyen     | Moyenne     | Oxyde de fer, poudre de fer    | 50 %          |
| 28   | E--28    | AC or DCEP     | Moyen     | Moyenne     | Peu d'hydrogène, poudre de fer | 50 %          |
| 48   | E--48    | AC or DCEP     | Moyen     | Moyenne     | Peu d'hydrogène, poudre de fer | 25 à 40 %     |
- AWS A5.5

Exemple : E80 1 8 -B2
- E : électrode
- 80 : résistance à la traction minimale x 1 000 PSI
- 1 : position
- 8 : type de courant, poudre de fer…
- B2 : composition chimique
- ISO 2560-A

## Le courant électrique
On peut modifier les paramètres tels que l'intensité ou la tension.
Le courant peut être alternatif ou continu.
Dans le cas du courant continu, la polarité joue un rôle important dans la qualité et l’aspect du cordon de soudure. Le choix de la polarité est dicté par le type d’électrode utilisée. 
 

### Polarité directe (négative)
- Électrode au pôle négatif (-).
- Pièce au pôle positif (+).

Note : température plus élevée du métal de base.
Bonne fusion du bain, meilleure pénétration.
Utilisé généralement les électrodes basiques pour les passes de pénétration ou la première passe (aussi appelé passe de pénétration), généralement à l'aide d'électrodes de diamètre 2.5).

### Polarité indirecte (positive)
- Électrode au pôle positif (+).
- Pièce au pôle négatif (-).

Note : température plus élevée du métal d’apport.
Utilisé généralement pour l’électrode rutile et les passes de remplissage

## Santé au travail
Les vapeurs émises lors de la soudure forment un aérosol de particules fines et de nanoparticules de tungstène, de chrome, de manganèse, de molybdène, argent, de bore... qui au-delà d'une certaine dose sont toxiques par inhalation ou ingestion. Le manganèse est notamment responsable du « manganisme », une maladie neurodégénérative incurable aussi dite « maladie des soudeurs » aujourd'hui reconnue dans certains pays (dont la France) comme maladie professionnelle.

### Normes et standards
1. ↑  ISO, « ISO 4063:2023 : Soudage, brasage et coupage », Nomenclature et numérotation des procédés [archive] , sur Organisation internationale de normalisation, 2023 (consulté le 12 mars 2024)